# Heinrich-Joachim von Morgen
Heinrich-Joachim von Morgenland, dit Heijo, ou encore Buba ou Mungo (la mangouste) par ses supporters (né le 1er février 1902 à Berlin et mort le 27 mai 1932 sur le circuit du Nürburgring à 29 ans), était un pilote automobile allemand sur circuits et de la montagne.

## Biographie
Fils d'officier général d'infanterie, il effectua sa carrière en sports mécaniques de 1927 (première course lors de l'inauguration du Nürburgring, au Ier Eifelrennen) à 1932, durant près d'une vingtaine de courses. 
Son premier Grand Prix disputé fut lors du GP d'Allemagne en 1928, sur Amilcar 1,5 L. En 1930, il acquit une Bugatti Type 35B, et les succès et places d'honneur s'enchaînèrent alors durant deux saisons.
Pilote extrêmement rapide, il décéda lors du VIe Eifelrennen, à bord d'une Bugatti T51.
Son fils Heinrich-Joachim Jr. naquit en janvier 1933. Hermann zu Leiningen et Manfred von Brauchitsch furent ses parrains.

## Palmarès

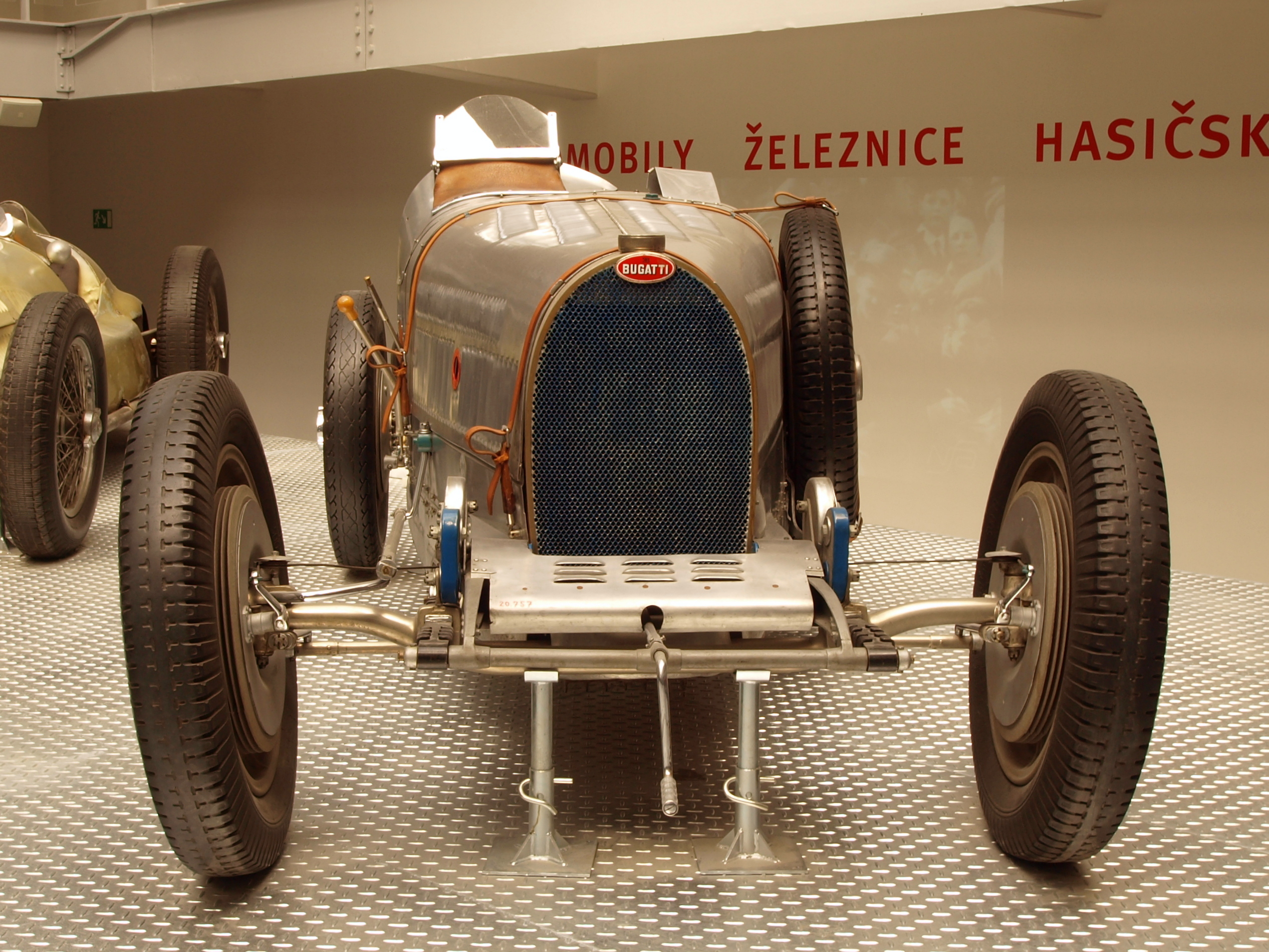
Une Bugatti T35A-51, semblable à celle de l'accident fatal de Von Morgenland.

Grand Prix (2 victoires internationales, 8 podiums en deux ans):
- Grand Prix de l'Eifel, en 1930 sur Bugatti Type 35B (Nürburgring);
- Grand Prix de Tchécoslovaquie, en 1930 avec Hermann zu Leiningen sur Bugatti Type 35B (Masaryk, à Brno);
  - 2e du Grand Prix de Lyon en 1930 (Bugatti T35B, derrière Louis Chiron pilote d'usine Bugatti);
  - 2e du Grand Prix de l'Eifel en 1931 (Bugatti T35B);
  - 2e du Grand Prix AVUS en 1931 (Bugatti T35B);
  - 3e du Grand Prix de Rome en 1930 (Bugatti T35B) et en 1932 (T35B, et meilleur tour en course);
  - 3e du Grand Prix d'Alexandrie en 1931 (Bugatti T35B);
  - 3e du Grand Prix de Tchécoslovaquie en 1931 (Bugatti T35B);
  - 5e du Grand Prix de Tunisie en 1931 (Bugatti T35B);

Courses de côte (10 victoires):

- 1929 et 1931: Lückendorf (Zittau), sur Amilcar puis Bugatti T35B;
- 1930 et 1931: Gaisberg (Salzbourg), sur Bugatti T35B (Autriche);
- 1930: Schauinsland (Fribourg-en-Brisgau), sur Bugatti T35B;
- 1930: Abbazia-Monte Maggiore, sur Bugatti T35B;
- 1931: Eibsee Bergstraße (Garmisch), sur Bugatti T35B;
- 1931: Baden-Baden (Bühler Höhe), sur Bugatti T35B;
- 1931: Sudeten (Ober-Schreiberhau), sur Bugatti T35B (Tchécoslovaquie);
- 1931: Ploskovice-Ober-Rzepsch (Litomerice), sur Bugatti T35B.